# Стів Буллок
Сті́вен Кларк («Стів») Бу́ллок (англ. Stephen Clark «Steve» Bullock; нар. 11 квітня 1966, Міссула, Монтана) — американський політик-демократ. Губернатором штату Монтана з 7 січня 2013 по 4 січня 2021 року, був генеральним прокурором Монтани з 2009 по 2013.

## Біографія
У 1984 році він закінчив Helena High School. Потім він вивчав право у Claremont McKenna College (Каліфорнія) і Колумбійському університеті (Нью-Йорк).
На початку 90-х років Буллок почав кар'єру як юридичний радник, зокрема, був помічником тодішнього секретаря штату Монтана Майка Куні. У той час він також працював у Департаменті юстиції Монтани і з 1997 по 2001 рік був заступником генерального прокурора штату Джо Мазурека.
У 2000 році Буллок намагався стати кандидатом у генеральні прокурори Монтани, однак програв внутрішньопартійні праймеріз. З 2001 по 2004 Буллок працював юристом в юридичній фірмі Steptoe & Johnson у Вашингтоні, округ Колумбія. Він також був запрошеним професором в Університеті Джорджа Вашингтона. З 2004 по 2008 Буллок керував власною юридичною фірмою у Хелені, де він представляв інтереси робітників і середніх компаній.
Одружений, має троє дітей.